# Trofoblast
Trofoblast (lat. trophoblastus, od grč. τροφή: hrana, hranjenje i grč. βλαστός: klica, mladica), stanice vanjskog sloja blastociste čija je glavna uloga opskrba zametka hranjivim tvarima, razvijaju se u vanjski dio posteljice. 
Nastaju tijekom prvog razdoblja trudnoće (oko 4-5 dana nakon oplodnje) i prve su stanice koje se diferenciraju. Dioba i diferencijacija stanica trofoblasta započinje otprilike šest dana nakon oplodnje. 
Naziv "trofoblast" prvi put je 1888. upotrijebio nizozemski biolog Ambrosius Arnold Willem Hubrecht. 

## Uloga
Trofoblast čine specijalizirane stanice posteljice koje igraju važnu ulogu u implantaciji zametka. Srž posteljičnih resica sadrži mezenhimske stanice i krvne žile koje su izravno povezane s fetalnim krvotokom preko pupčane vrpce. Ovo područje je okruženo dvama slojevima trofoblasta; unutarnjim slojem mononuklearnog citotrofoblasta i vanjskim slojem polinuklearnog sinciciotrofoblasta. 
Sinciciotrofoblast nastaje stapanjem citotrofoblasta koji se brzo dijeli. U izravnoj je vezi s majčinom krvlju koja dopire do površine posteljice, što olakšava izmjenu hranjivih i otpadnih tvari te plinova; stvara krvna jezerca - lakune.  Urasta u endometralnu stromu i izlučuje hormon humani horionski gonadotropin (hCG) koji održava izlučivanje progesterona, što omogućuje opstanak žutog tijela (corpus luteum), decidue. Također, prisutnost tog hormona u urinu jedan je od dokaza trudnoće. Jedna od uloga sinciciotrofoblasta jest i izlučivanje proteolitičkih enzima koji razgrađuju izvanstaničnu tekućinu koja ih okružuje.